# Georg Joachim Rheticus
Georg Joachim de Porris (en allemand : von Lauchen), surnommé Rheticus (parfois Rhæticus) c'est-à-dire « originaire de Rhétie », est un astronome et mathématicien, né à Feldkirch (Voralberg, Autriche) le 16 février 1514, mort le 4 décembre 1574 à Kassa dans le royaume de Hongrie (aujourd'hui Košice en Slovaquie). Il est passé à la postérité pour avoir décidé Copernic à publier son grand œuvre, le De revolutionibus orbium coelestium, qui présente en détail sa théorie héliocentrique. Rheticus en a d'abord présenté lui-même les principes essentiels dans sa Narratio Prima, parue en 1540. Ce « premier rapport » reste considéré comme une excellente introduction aux idées de Copernic.
En mathématiques, il est également connu pour ses travaux sur les tables trigonométriques. Les meilleures de l'époque, publiées bien après sa mort par son élève Valentin Otto dans l’Opus Palatinum de Triangulis (1596), lui sont essentiellement dues.

## Biographie

### Jeunesse et premières études
Rheticus, de son nom de baptême Georg Joachim Iserin, naît à Feldkirch dans une famille aisée du Tyrol autrichien. Son père, Georg Iserin, est le médecin de la ville ; sa mère, Thomasina de Porris, est de bonne famille italienne. En 1528, son père est condamné pour escroquerie et décapité, et ses enfants ne peuvent plus porter son nom. Georg Joachim prend alors, à 14 ans, le nom de sa mère, de Porris (des poireaux). Plus tard, il adoptera parfois la traduction allemande von Lauchen. D'abord éduqué par son père, Rheticus étudie ensuite dans sa ville natale. Pendant cette période il fait la rencontre du médecin et érudit protestant Achilles Gasser, de 9 ans son ainé (celui-ci reprendra en 1538 le poste de son père à Feldkirch), dont il devient le protégé et un ami proche. Il poursuit ses études à Zurich, où il se lie avec Conrad Gessner, qui est son camarade de classe, et où il a l'occasion de rencontrer Paracelse.
Recommandé par Gasser, il s'inscrit en 1532 à l'université de Wittenberg, alors centre du luthéranisme, où il obtient un diplôme de maîtrise en 1536. Étudiant brillant, il est remarqué par le grand théologien luthérien Philippe Melanchthon, également passionné d'astronomie, à qui Martin Luther a confié l'université. Celui-ci lui attribue, dès l'obtention de son diplôme, un poste d'enseignant de mathématiques pour les premières années. La même année, Erasmus Reinhold, arrivé 2 ans avant Rheticus à Wittenberg et déjà enseignant, se voit confier la chaire d'astronomie. En 1538, Melanchthon autorise Rheticus à laisser ses enseignements pour voyager afin de parfaire son éducation en astronomie. Rheticus se rend à Nuremberg auprès de l'astronome, mathématicien et cartographe Johann Schöner. Il y fait également connaissance de l'imprimeur Johann Petreius, expert dans l'édition mathématique et astronomique, et qui est en bons termes avec Schöner. Il semble que ce soit à Nuremberg, et probablement par Schöner, qu'il ait été informé des idées de Copernic sur l'héliocentrisme et qu'il ait décidé alors de se rendre à Frauenburg (Frombork) pour rencontrer celui-ci.
Il peut paraître curieux qu'un jeune universitaire protestant se rende aussi facilement en Prusse royale (polonaise et catholique) rendre visite à un chanoine auprès duquel il est resté finalement 2 ans, mais l'opposition entre catholiques et protestants n'était pas encore aussi vive qu'elle le sera après le concile de Trente. De plus, le chanoine Copernic, ainsi que son ami, l'évêque Tiedemann Giese, étaient gens d'église et catholiques convaincus mais tolérants aux idées de la Réforme (et d'ailleurs minoritaires sur ce point parmi leurs confrères).

### Disciple de Copernic

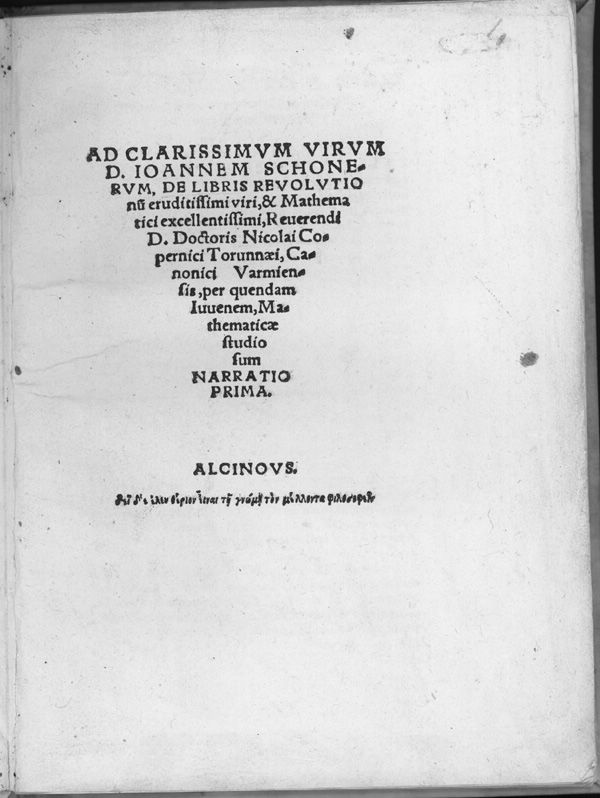
Page de garde de la Narratio Prima de Rheticus imprimée en 1540 : premier ouvrage imprimé sur le système héliocentrique de Copernic

Rheticus arrive à Frauenburg (Frombork) en mai 1539. Copernic est alors âgé de 66 ans. Il avait écrit, près de 30 ans auparavant, un court exposé de son modèle cosmologique, le Commentariolus. Le fascicule, qui n'avait circulé que sous forme manuscrite en un très petit nombre d'exemplaires, annonçait un traité plus important. Entre-temps, il avait découvert l'Almageste de Ptolémée (imprimé en 1515) sous sa forme complète, et en avait fait le modèle de son propre ouvrage, qui était pour l'essentiel achevé bien avant l'arrivée de Rheticus, ce dernier ayant dans ses bagages le texte original, en grec, de l’Almageste, beaucoup plus clair que la traduction arabo-latine sur laquelle travaille Copernic. Bien que sollicité depuis plusieurs années par son ami Tiedemann Giese, alors évêque de Kulm (Chełmno), Copernic se refusait à publier ses travaux, préférant fignoler au fil des ans un manuscrit dont il était conscient qu'il pouvait être amélioré. Il craignait également d'être mal compris, et les polémiques qui s'ensuivraient. Rheticus rapportera plus tard que Copernic aurait souhaité un temps se limiter à publier ses tables de position des planètes, sans expliciter l'hypothèse sur laquelle elles étaient construites.
Rheticus est accueilli chaleureusement par Copernic, ainsi que par Giese. La visite va se prolonger 2 ans (avec quelques interruptions), bien plus que ne le prévoyait au départ Rheticus, qui est enthousiasmé par les idées nouvelles et la personnalité de son hôte. Il se fait le disciple de son « Précepteur et Maître » (Dominus Doctor Præceptor) Copernic. Celui-ci n'avait jamais eu d'élève, et Rheticus restera le seul.
Rheticus, bien que malade un temps, prend rapidement connaissance du manuscrit de Copernic. En septembre 1539, il le synthétise avec brio dans un rapport qu'il adresse à Johannes Schöner, à Nuremberg. En 1540 il se rend à Dantzig (Gdańsk) pour faire imprimer l'envoi à Schöner, c'est la Narratio prima (le premier rapport) : la première fois qu'est imprimée une présentation du modèle héliocentrique de Copernic. L'opuscule est dédié à Johann Schöner, et présente les travaux du « Docteur Nicolas Copernic de Thorn ». Mais Rheticus a préféré rester un anonyme « jeune étudiant de mathématiques ». La brochure est un succès. Par l'intermédiaire de Gasser, elle sera réimprimée à Bâle en 1541, cette fois-ci sous le nom de Rheticus,.
Rheticus a obtenu, avec l'aide de Giese, que Copernic accepte de publier ces travaux. Il va passer près de 2 ans auprès de Copernic pour l'aider à préparer son manuscrit. Rheticus doit reprendre ses cours à Wittenberg de mars à juillet 1540. De retour à Frauenburg il propose à Copernic de copier son manuscrit pour le faire publier à Nuremberg par Petreius, qui a été enthousiasmé par la Narratio prima et a proposé ses services à Rheticus. L'impression d'un travail aussi technique que celui de Copernic n'était pas simple, et il n'existait pas d'imprimeur compétent à proximité de Frauenburg.

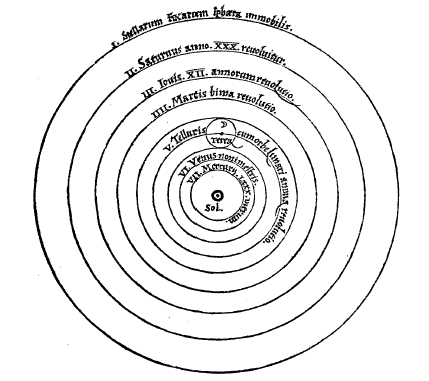
Le système de Copernic (extrait du De revolutionibus).

Rheticus retourne à Wittenberg à l'automne 1541, et il emporte avec lui le manuscrit du De revolutionibus. Il est élu doyen en 1541, et y enseigne l'année 1541-1542. En 1542 il fait imprimer à Wittenberg une petite brochure, De lateribus et angulis triangulorum qui contient les extraits du livre de Copernic au sujet de la trigonométrie plane et sphérique, et à laquelle il ajoute une table de demi-cordes sous-tendues par un cercle (en termes modernes de sinus). La table est plus précise que celle du De revolutionibus, elle est donnée de minute en minute (10 minutes pour le De revolutionibus), et, en valeur entière ramenée à un rayon de 107 (105 pour le De revolutionibus). La table indique également l'angle complémentaire ce qui en fait la première table connue de cosinus (le nom n'apparaît pas). Bien que Rheticus ne l'attribue ni à Copernic, ni à lui-même, elle lui serait due selon certains historiens, mais il semble que les données soient essentiellement reprises des tables de Regiomontanus. Les calculs de tables trigonométriques (avec d'autres contributions à venir) constitueront l'originalité de la contribution de Rheticus à l'histoire des mathématiques.
En mai 1542, il apporte le manuscrit de Copernic à Nuremberg pour le confier à Petreius, et supervise la longue et complexe impression. Il faut graver les bois pour les nombreux diagrammes du livre, et Rheticus a le temps de faire un aller-retour à Feldkirch. Il reçoit une offre de poste à Leipzig, plus intéressante en particulier financièrement que sa position à Wittenberg, mais qui l'oblige à quitter Nuremberg à l'automne 1542, avant la fin de l'impression du traité de Copernic. Il confie alors la relecture des épreuves à Andreas Osiander, un théologien protestant ami de Petreius, et intéressé par l'astronomie.
L'évènement a plus de conséquences que prévu. Osiander choisit de renommer le  De revolutionibus en De revolutionibus orbium cœlestium, et surtout il y ajoute anonymement une préface de son cru qui fait du système héliocentrique de Copernic une simple hypothèse mathématique, ignorant l'avis à ce sujet de Copernic qu'il a sollicité par lettre en 1541. Rheticus en est informé trop tard pour pouvoir s'y opposer. L'impression est terminée fin mars 1543. Copernic, à qui les premières épreuves ont été envoyées et qui a rédigé une première feuille d'errata, souffre d'une attaque qui le laisse à moitié paralysé en décembre 1542 et meurt le 24 mai 1543. La défense de son œuvre passe à ses amis Giese et Rheticus.
Giese s'oppose en vain à la préface d'Osiander, allant jusqu'à demander au conseil municipal de Nuremberg d'intervenir. Il sollicite Rheticus pour que celui-ci y substitue une biographie de Copernic et une justification de ce que le système héliocentrique ne contredit pas la Bible. Rien ne sera fait. La préface, en dehors d'un cercle d'initiés, sera longtemps attribuée à Copernic lui-même. 
Les historiens attribuent à Rheticus une biographie de Copernic aujourd'hui perdue. Il a également écrit une défense du système héliocentrique contre une lecture trop littérale de la Bible, probablement à cette époque, mais qui n'a été imprimée et publiée (anonymement) que plus d'un siècle plus tard, en 1651,.
À la mort de son maître, Rheticus hérite du manuscrit original du De Revolutionibus, non celui qui a servi à l'impression, mais celui sur lequel Copernic travaillait, et qu'il avait continué de corriger après le départ de son disciple. Le manuscrit existe toujours, après quelques détours il se trouve aujourd'hui à la bibliothèque Jagellonne de l'université de Cracovie (où Copernic avait commencé ses études).

### Professeur à Leipzig

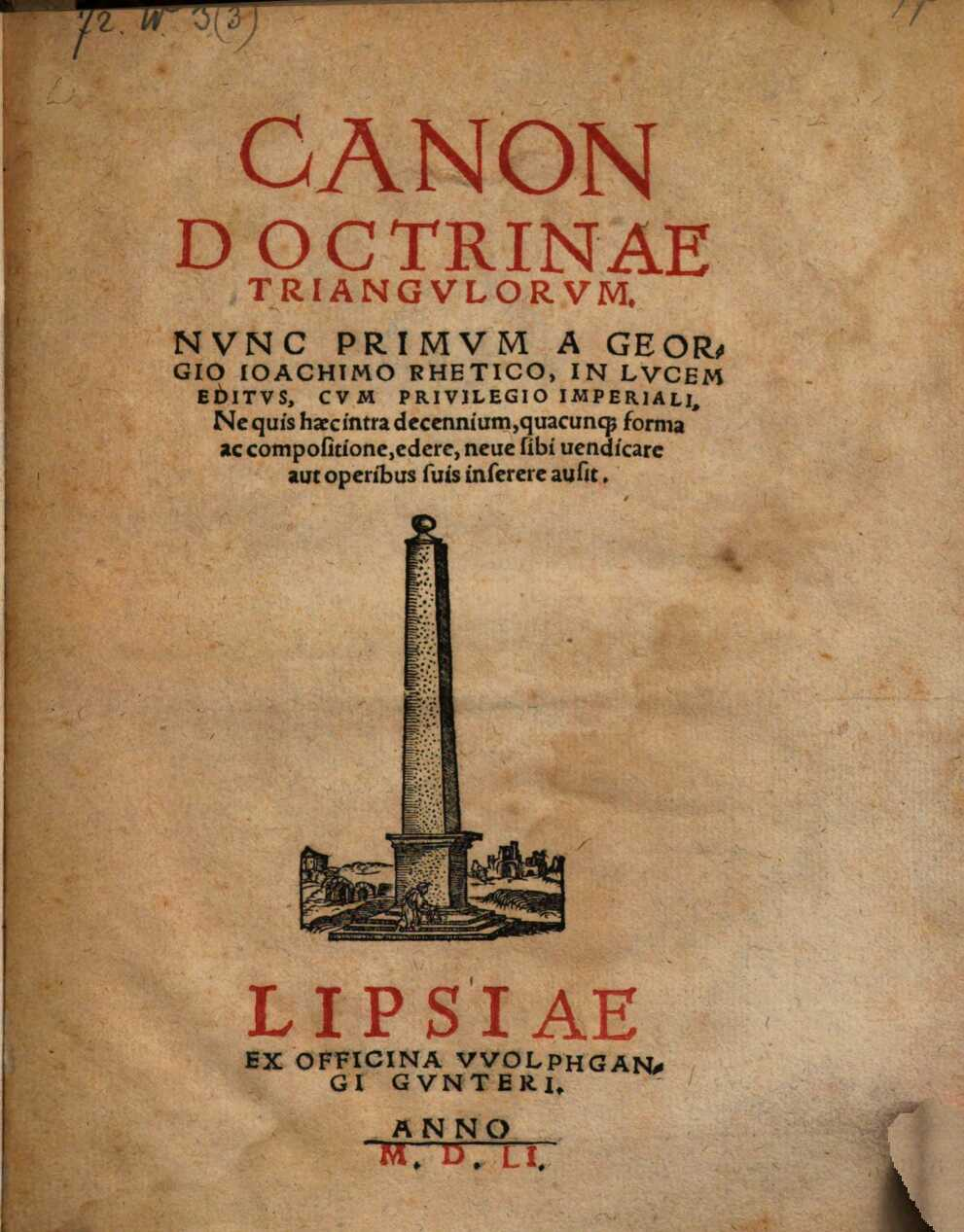
La page de titre du Canon doctrinae triangulorum (Canon de la science des triangles) de 1551, montre un obélisque, symbole de l'ancienneté de l'observation astromique, et « marque de fabrique » de Rheticus.

La suite des évènements fait apparaître une certaine instabilité dans le caractère de Rheticus. Mais il assure tout d'abord ses enseignements à Leipzig pendant 3 ans. Il obtient alors l'autorisation de s'absenter, et part pour l'Italie où il rencontre Jérôme Cardan. Pendant son séjour à Lindau, début 1547, il souffre de désordres mentaux tels qu'une rumeur court qui le dit mort. Il enseigne cependant à Constance le dernier semestre de 1547. Il se rend ensuite à Zurich où il étudie la médecine auprès de Conrad Gessner (son ancien condisciple). Il retourne à Leipzig, où il a été élu doyen, fin 1548 et reprend ses cours. Il y publie en 1550 ses Ephemerides novae (éphémérides astronomiques), fondées sur la cosmologie de Copernic, puis en 1551 les premières tables trigonométriques qui lui soient réellement dues, le Canon doctrinæ triangulorum (Canon de la science des triangles). Celles-ci sont les premières tables à présenter les 6 fonctions trigonométriques, sinus, cosinus, tangente et leurs inverses, cosécante, sécante et cotangente (cependant pas sous ces noms que Rheticus n'apprécie pas). Elles sont données de 10' en 10', en valeur entière ramenée à un rayon de 107. Même si elles ne sont pas adoptées par tous les astronomes, elles influencent directement Francesco Maurolyco en 1558, et François Viète pour les tables moins précises (10-5), mais de minute en minute de son Canon mathematicus publié en 1579. Elles inspireront également bien sûr les futurs travaux de Rheticus.
Peu d'exemplaires du Canon doctrinæ triangulorum nous sont parvenus, il a été redécouvert et étudié dans une publication de 1845 par Auguste de Morgan.
Fortement endetté, Rheticus est compromis en 1551 (l'année de publication du Canon doctrinæ triangulorum) dans une affaire homosexuelle avec un jeune étudiant, ce qui est alors passible du bûcher, selon le code criminel de Charles Quint édicté en 1532. Poursuivi pour sodomie —le père l'accuse d'avoir enivré puis abusé de force de son fils—, il doit quitter en urgence Leipzig. Rheticus se fait représenter par un avocat au procès, qui se conclut en 1552 par une condamnation à 101 ans d'exil. Cependant, la cour choisit de ne pas rendre publique la sentence, ce qui évite à Rheticus d'autres poursuites. Ses biens sont également confisqués à la suite des dettes qu'il avait laissées. Il perd à partir de ce moment le soutien de Melanchthon, mais reste en bons termes avec Joachim Camerarius et son fils, comme l'attestent leurs correspondances.
Son poste de professeur à Leipzig sera le dernier : malgré des sollicitations ultérieures, Rheticus abandonne définitivement sa carrière d'universitaire.

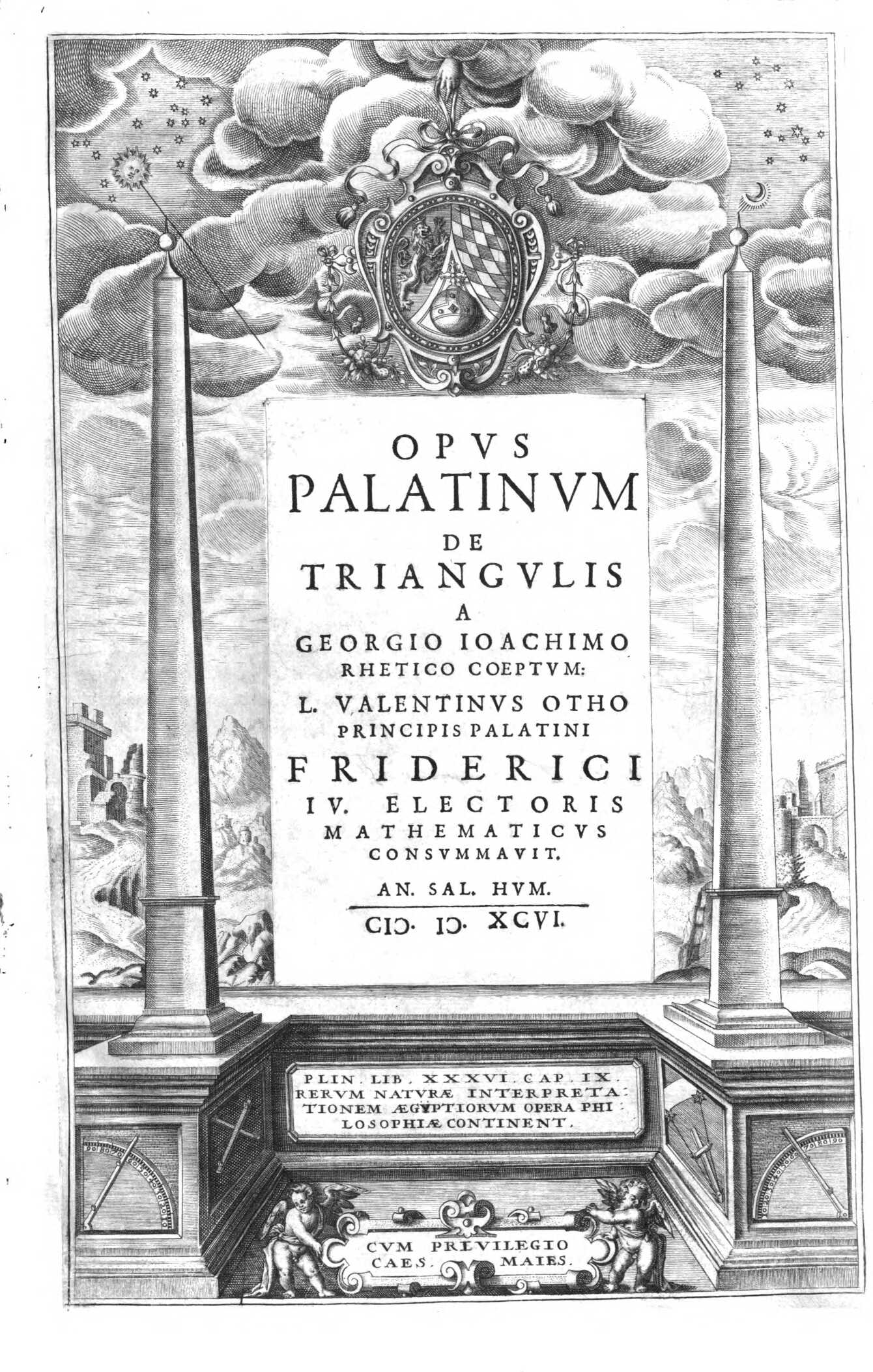
Page de titre de lOpus Palatinum de Triangulis (1596).

### Médecin à Cracovie
Rheticus se rend à Prague (le royaume de Bohême est à l'époque sous dépendance des Habsbourg, mais abrite une importante communauté protestante) et y reprend des études médicales. Après avoir décliné une invitation à enseigner à Vienne, il s'installe en 1554 à Cracovie, où il va pratiquer la médecine pendant 20 ans en disciple de Paracelse tout aussi révolutionnaire dans son domaine que Copernic en astronomie. Dans ce domaine Rheticus semble cependant s'être contenté d'être praticien.
Il n'abandonne pas pour autant l'astronomie, l'astrologie, et les mathématiques, où sa grande passion reste l'établissement de tables trigonométriques.

En 1568, il écrit à Pierre de La Ramée au sujet d'un projet d'observatoire astronomique « fondé sur le principe des obélisques égyptiens ».
En 1574, l'année de sa mort, il est à Košice (alors dans le royaume de Hongrie, sous domination  autrichienne) où il a été invité par un riche mécène. Un jeune mathématicien impressionné par son Canon doctrinæ triangulorum, Valentin Othon (ou Otto), vient l'y retrouver. Rheticus a maintenant presque l'âge de son maître Copernic quand lui-même était parti à sa recherche. Otto va l'aider à son grand œuvre, la publication de nouvelles tables trigonométriques bien plus précises que celles existantes, l'Opus Palatinum de triangulis. Mais Rheticus meurt le 4 décembre 1574, avant de voir son travail achevé. Son élève hérite de son manuscrit et du manuscrit original de Copernic. Il ne pourra publier les tables qu'en 1596. Quant au précieux manuscrit du De Revolutionibus, il passera dans d'autres mains à la mort d'Otto.
L'Opus Palatinum de triangulis sera corrigé par Pitiscus, et ce dernier utilisera cet ouvrage ainsi que les manuscrits de Rheticus pour son Thesaurus mathematicus. Les tables de Rheticus et Pitiscus seront largement diffusées, mais verront leur intérêt décliner avec la découverte des logarithmes, qui bouleverse les méthodes de calculs.

## Œuvres
- (la) Narratio prima, Dantzig, Franz Rhode, 1540 (lire en ligne), voir aussi, également disponible sur Wikisource, édition critique et traduction en français (Rheticus 1982).
- (de) Tabula chorographica auff Preussen und etliche umbliegende lender, Wittenberg, 1541.
- (la) De lateribus et angulis triangulorum, Wittenberg, Hans Lufft, 1542 (avec Nicolas Copernic).
- (la) Ephemerides novae, Leipzig, Wolfgang Gunter, 1550 (lire en ligne).
- (la) Canon doctrinae triangulorum, Leipzig, Wolfgang Gunter, 1551 (lire en ligne).
- (la) Opus palatinum de triangulis, Neostadii in Palatinatu, Matthaeus Harnisius, 1596 (lire en ligne) (avec Valentinus Otho).
- (la) Cujusdam anonymi epistola, de terrae motu, Utrecht, 1651, ouvrage anonyme identifié et attribué à Rheticus en 1973 par Reijer Hooykaas (en)[44] ; cet ouvrage, que Rheticus aurait écrit vers 1540, défend le système héliocentrique contre une lecture trop littérale de la bible, traduction (Hooykaas 1984).

## Hommage
- (15949) Rhaeticus, astéroïde nommé en son honneur.